# 水谷豊
水谷 豊（みずたに ゆたか、1952年〈昭和27年〉7月14日 - ）は、日本の俳優・歌手・映画監督・実業家。Trysome Bros.LLC合同会社代表社員。
北海道芦別市出身。Trysome Bros.所属。妻は伊藤蘭。長女は趣里。
身長168cm、体重60kg、血液型はA型。

## 来歴

### 生い立ち
北海道芦別市野花南で生まれる。両親は京都出身である。四人兄弟の末っ子。父親はすぐに仕事を変えては転々とし、家族もこれに伴い、北海道の各地を転々。北海道時代の記憶はほとんどないという。小学校は北海道留萌郡小平町立達布小学校に入学。小学2年の時、父が東京都立川市で土建業を興し、以降、立川で育ち、俳優デビュー後も20代半ばまで実家に住んだ。
立川市立立川第四小学校、立川市立立川第一中学校卒業。大成高等学校（三鷹市）卒業。
少年時代に白黒テレビを見て「この小さな箱がどうやって映るんだろう。いつかこの小さな箱に入ってみせるぞ」と考え、これが演劇の世界に入る遠因となったとしている。だが、少年時代は演劇などよりも大鵬の土俵入りの流麗さにあこがれ、相撲の力士になりたかったという。趣味は手品をすることである。猫を飼っている。

### デビュー
1965年、12歳のとき演劇に興味を持ち劇団ひまわりへ入団する。
1967年、同じ劇団ひまわりの江木俊夫主演のマグマ大使第9話にマモルの同級生役として出演。これにて俳優デビュー。
1968年、フジテレビの『バンパイヤ』のオーディションを受け、主役に抜擢される。第一話では原作者・手塚治虫との共演を果たしている。1970年には『その人は女教師』（共演：岩下志麻）で映画デビューを果たす。
しかし「小さな箱に入る」という目的を達成し、高校入学後に自分にはもっと合った世界があると思っていたことと、大学受験も考えていたため、劇団ひまわりを退団し一度芝居を辞めた。
その後、大学受験に失敗し、働きながら浪人生活を始めるが、あるときに「こんなことやっていてもいいのか?」という気持ちに強烈に襲われ、「来年もう一度受けるといってもそれまで自分のこの状態じゃ持たない」と思い発作的に2ヶ月ほど家出をした。その際、はじめは行くあてもなかったため、家の近所の公園の滑り台の上で野宿していたという。その後山梨県山中湖までたどり着き、湖畔のレストハウスで2ヵ月間働く。

### 活動再開
2年間のブランクを経て1972年『泣くな青春』（フジテレビ）で芸能活動を再開。7月スタートの日本テレビのドラマ『太陽にほえろ!』第1回に犯人役で出演。
その後、小学校・中学校時代からの同級生であり、学園ものの撮影で一緒になったコントロールプロダクションの女性会長が、夫である日本テレビプロデューサーに『傷だらけの天使』に推薦し「もう一度役者をやらないか」と誘われ、アルバイト感覚で役者の世界に戻った。1974年10月、萩原健一主演の『傷だらけの天使』への出演が決定。
最初に萩原の相手役候補に名前が挙がったのは、火野正平だった。だが、火野は大河の『国盗り物語』で人気になった直後のためスケジュールが取れず、面接した監督の恩地日出夫もイメージが違うと判断した。そこで萩原が『太陽にほえろ!』第1話で共演した水谷を推薦し、抜擢された。水谷は俳優として不遇な時期が何年も続き、そのころ俳優を辞めようと思っていたという。萩原は「豊ちゃんは、ひたむきだし、いつも一生懸命やる子だった」と述懐している。同作品は深作欣二、神代辰巳、恩地日出夫ら名だたる映画監督が演出を担当したが、当初は視聴率が伸び悩んだ。しかし視聴率も上向き、視聴者からも高く評価され、放送終了後も「名作」としてテレビの歴史に残っている。
この作品でコンビを組んだ萩原を「永遠の兄貴」だと語っている。共演した岸田森に「豊には見ている人にその役が素だと思わせるような役者になってほしい。豊はそれが出来るやつだと思っている」と助言をされ、その言葉を今も大切に思っている。松田優作が酔っぱらって萩原とケンカをしてしまった時には、水谷に「また健ちゃんとケンカしちゃったよ」と相談していたという。水谷は毎日新聞のインタビューで本作について「これ（『傷だらけの天使』）がなければ今の僕はないですよ。萩原（健一）さんがいたから僕は（この作品を）出来たんで」と語っており、本作で共演した岸田森が1982年に他界した時には萩原と「二人でいつか何かやろう」と語り合っていて、それが（萩原の死で）ついに果たせなかった心残りがあることも明かしている。またこの時は、「『傷だらけの天使』が終わったら仕事を辞めようと思っていた」ということも明かしている。
1974年には日本テレビの大作ドラマ『水滸伝』に、徽宗皇帝役で出演。出番は少ない、特別出演的なものだが、日本人俳優がメジャー作品で実在の中国皇帝を演じた希少な例となっている。
1975年の映画『東京湾炎上』では、脚本を読んで予定の役柄とは逆の立場のテロリスト役を志願した。日本人が、大義のために同胞の日本人を追いつめる役を演じた。
1976年には長谷川和彦の監督映画『青春の殺人者』でキネマ旬報賞主演男優賞を最年少で受賞する。
1977年に放送された実相寺昭雄と岸田森が演出した水谷豊のCMでの「アラン・ドロンかな～」というセリフが流行語になった。
同年の『赤い激流』でピアニスト役を演じた。水谷はピアノに関しては全くの素人だったが、35万円でピアノを購入し猛練習を重ね、わずか4日目には「エリーゼのために」を全曲弾けるようになりピアノの先生に驚かれた事を自慢としている。
1978年10月、最高視聴率46.7%を記録したドラマ『熱中時代（教師編）』の主演で大ブレイク、視聴率の取れるテレビ界の有名俳優となった。主人公・北野広大のキャラクターが「理想の教師像」として社会現象となったり、特徴的な訛りのある口調が流行となるなど、ファンの幅を広げた。この人気を受けて『熱中時代』のタイトルだけを継承し、設定を一新した『熱中時代（刑事編）』もその後放送された。更に『教師編』は後に続編が1作、単発の2時間スペシャルドラマが3本作られた。本作の翌年（1979年）に放送がスタートした『3年B組金八先生』で主演を務めた武田鉄矢は、北野広大について「金八先生のライバルだった小学校教師」と表現している。
1981年には久々の映画『幸福』で、長年望んでいた市川崑の監督作品に主演。二人の子供を持つ、実年齢よりかなり上の刑事役を落ち着いた演技でこなし（翌々年の『逃れの街』では若者の役に戻っている）後年につながる新境地を示す。5年ぶりの主演映画は前作のキネマ旬報ベストテン1位に続いて同6位に入選する高評価を受けた。

#### 1990年代以降
2時間ドラマ（『地方記者・立花陽介』、『探偵 左文字進』など）もシリーズ化され、連続ドラマ『刑事貴族』でも主演を務める。
特に2000年から2001年にかけて『土曜ワイド劇場』枠で制作され2002年から連続ドラマ化されている『相棒』で演じた杉下右京は水谷の当たり役となり、放送20年を超える長寿番組となるなど今なお幅広い層から支持を受けている。
2008年5月10日、『相棒』での演技が評価され同じく主演を務める寺脇康文と共に第16回橋田賞俳優部門を受賞した。
2008年12月10日、平成20年度の『ゆうもあ大賞』（理事長 大村崑）を受賞。副賞の「舞昆」の京風おせちを受け取ると「正月に蘭さんといただきます」と照れながら受賞コメントを述べた。
2009年9月12日に放送されたスペシャルドラマ『だましゑ歌麿』で17年ぶりに時代劇に出演したが、水谷は「周囲から『時代劇と戦争物は似合わない』と思われているんじゃないかと思っていた」という。その後、好評を博した本作は続編が制作され、2012年9月15日に第2作、2013年7月27日に第3作が放送された。
『相棒 season7』に出演中だった2009年1月27日深夜、自宅で半開きのドアに額をぶつけ出血。自力で自宅近くの病院に直行し患部を7、8針縫う事態となったが、撮影スケジュールに支障をきたすことなく大事に至らなかった。

#### 2010年代
2011年4月27日、第139回直木賞候補にもなった荻原浩の家族小説『愛しの座敷わらし』の映画化と、主人公の高橋晃一役を演じることが発表された。監督は『相棒』シリーズの和泉聖治。映画への単独主演は1983年公開の『逃がれの街』以来29年ぶりとなる。原作を気に入った水谷が和泉に映画化企画を打診し、快諾を得たことで実現した。撮影スタッフの大半は『相棒』チームで構成されており、「いつも通り」だったという。
2011年、第24回日本メガネベストドレッサー賞芸能界部門を受賞。
2012年3月8日、ミリオンセラーを記録した妹尾河童初の自伝的長編小説『少年H』の映画化が発表され、この作品で水谷と妻の伊藤蘭がテレビドラマ『事件記者チャボ!』以来、28年ぶりに共演することと、結婚後初の夫婦共演にして夫婦役を務めることが併せて発表された。

### 映画監督
2017年公開の主演映画『TAP THE LAST SHOW』で監督デビュー。
2019年公開の監督2作目『轢き逃げ 最高の最悪な日』では脚本も手がける。同作のインタビューで尊敬する監督に『十二人の怒れる男』や『セルピコ』『狼たちの午後』などで知られるシドニー・ルメットやビリー・ワイルダー、俺たちに明日はないのアーサー・ペン、クリント・イーストウッドを挙げ、若いころに影響を受けた好きな役者にマーロン・ブランドやアル・パチーノ、ロバート・デニーロ、ダスティン・ホフマン、ジャック・ニコルソン、ポール・ニューマン、ロバート・レッドフォード、ウォーレン・ベイティなどを挙げた。

### 音楽活動
1975年、萩原のソロ・アルバム「兄貴のブギ」にゲスト参加している。
1977年「はーばーらいと」（作詞：松本隆、作曲：井上陽水）で歌手デビュー。「表参道軟派ストリート」（作詞：阿木燿子、作曲：宇崎竜童）、『熱中時代・刑事編』主題歌の「カリフォルニア・コネクション」（作詞：阿木燿子、作曲：平尾昌晃）をヒットさせる。
1986年「Unlimited Night Concert」を最後に音楽活動を休止。水谷曰く「芝居の台詞と違って、決められたリズムの中で歌わなければいけない音楽の世界では歌の主人公のイメージが充分表現しきれていない。しかし、コンサート会場はいつもいっぱいでそんな現実と自分の想いのギャップに違和感を覚えていた」ため。
2008年3月、22年ぶりに音楽活動を再開。5月14日、代表曲「カリフォルニア・コネクション」などを中心にセルフカバーしたアルバム『TIME CAPSULE』を発売。5月18日にはラゾーナ川崎PLAZAルーファ広場グランドステージで『TIME CAPSULE』発売記念イベントを開催、トークのほか「カリフォルニア・コネクション」「やさしさ紙芝居」「何んて優しい時代」の3曲を歌い、22年のブランクを感じさせない歌声を披露した。会場は約1万人のファンで5階テラスまで埋め尽くされ、観客の中には水谷本人の意向により、『熱中時代』先生編第1シリーズで主題歌「ぼくの先生はフィーバー」を歌い、第10話にゲスト出演した原田潤が招待されている。これらの模様は翌日、各局の芸能ニュースで放送された。同アルバムはオリコンアルバムチャート初登場2位を記録する大ヒットとなり、年末放送の第50回日本レコード大賞にて企画賞を受賞。「若い頃の歌なのに、55歳という年齢になってようやく歌の世界がイメージできるようになってきた」と語っている。11月25日、第59回NHK紅白歌合戦に初出場が決定。発表の席は欠席したがVTRで登場。当たり役でもある杉下右京を髣髴とさせる演技を交えながらコメントを述べた。大晦日の第59回NHK紅白歌合戦にデビュー32年目にして初出演、「カリフォルニア・コネクション」を歌唱した。
2009年6月25日 から7月19日にかけて、23年ぶりとなるコンサートツアー『水谷豊コンサート TIME CAPSULE ツアー 2009』を開催。厚木市文化会館を皮切りにファイナルの東京厚生年金会館まで10都市13公演を行った。

### 実業家
2023年11月、10月に娘・趣里と2人で新会社（Trysome Bros.LLC合同会社）を立ち上げていたことを週刊文春で報じられた。

### 私生活
『熱中時代・刑事編』（1979年）で共演したミッキー・マッケンジーと1982年に結婚。結婚半年後より東京とロサンゼルスでの別居状態となって不仲説が報じられるようになり、1986年5月に離婚が成立した。
一方で、『あんちゃん』（1982年）の共演で意気投合し、『事件記者チャボ!』（1983年）で自らの指名により再び共演した伊藤蘭との熱愛が報じられるようになり、1986年5月の離婚成立後より半同棲に近い生活を開始。1988年11月にプロポーズし、翌1989年1月にハワイにて挙式を行い、結婚。同月24日に同地のホテルで記者会見を開いた。翌1990年に長女の趣里が誕生。2013年公開の映画『少年H』で『事件記者チャボ!』以来28年ぶりに共演し夫婦役を演じている。また、娘の趣里には「ダダ」と呼ばれている。
妻・蘭の曽祖父は第15代広島市長を務めた伊藤貞次である。2013年7月26日、映画『少年H』のPRのため広島市役所を夫婦で訪れている。
略系図
|  |  |  |  |  |  |  |  |  |  |  |  |  |  | 伊藤貞次 | 伊藤貞次 | 伊藤貞次 | 伊藤貞次 | 伊藤貞次 | 伊藤貞次 |          |          |          |          |          |          | 奈良村正則 | 奈良村正則 | 奈良村正則 | 奈良村正則 | 奈良村正則 | 奈良村正則 |        |        |        |        |        |        |  |  |  |  |  |  |  |  |  |  |
|  |  |  |  |  |  |  |  |  |  |  |  |  |  | 伊藤貞次 | 伊藤貞次 | 伊藤貞次 | 伊藤貞次 | 伊藤貞次 | 伊藤貞次 |          |          |          |          |          |          | 奈良村正則 | 奈良村正則 | 奈良村正則 | 奈良村正則 | 奈良村正則 | 奈良村正則 |        |        |        |        |        |        |  |  |  |  |  |  |  |  |  |  |
|  |  |  |  |  |  |  |  |  |  |  |  |  |  | 伊藤太郎 | 伊藤太郎 | 伊藤太郎 | 伊藤太郎 | 伊藤太郎 | 伊藤太郎 |          |          |          |          |          |          | ハマ       | ハマ       | ハマ       | ハマ       | ハマ       | ハマ       |        |        |        |        |        |        |  |  |  |  |  |  |  |  |  |  |
|  |  |  |  |  |  |  |  |  |  |  |  |  |  | 伊藤太郎 | 伊藤太郎 | 伊藤太郎 | 伊藤太郎 | 伊藤太郎 | 伊藤太郎 |          |          |          |          |          |          | ハマ       | ハマ       | ハマ       | ハマ       | ハマ       | ハマ       |        |        |        |        |        |        |  |  |  |  |  |  |  |  |  |  |
|  |  |  |  |  |  |  |  |  |  |  |  |  |  |          |          |          |          |          |          |          |          |          |          |          |          |            |            |            |            |            |            |        |        |        |        |        |        |  |  |  |  |  |  |  |  |  |  |
|  |  |  |  |  |  |  |  |  |  |  |  |  |  |          |          |          |          |          |          | 伊藤英邦 | 伊藤英邦 | 伊藤英邦 | 伊藤英邦 | 伊藤英邦 | 伊藤英邦 |            |            |            |            |            |            | 八重子 | 八重子 | 八重子 | 八重子 | 八重子 | 八重子 |  |  |  |  |  |  |  |  |  |  |
|  |  |  |  |  |  |  |  |  |  |  |  |  |  |          |          |          |          |          |          | 伊藤英邦 | 伊藤英邦 | 伊藤英邦 | 伊藤英邦 | 伊藤英邦 | 伊藤英邦 |            |            |            |            |            |            | 八重子 | 八重子 | 八重子 | 八重子 | 八重子 | 八重子 |  |  |  |  |  |  |  |  |  |  |
|  |  |  |  |  |  |  |  |  |  |  |  |  |  |          |          |          |          |          |          |          |          |          |          |          |          |            |            |            |            |            |            |        |        |        |        |        |        |  |  |  |  |  |  |  |  |  |  |
|  |  |  |  |  |  |  |  |  |  |  |  |  |  | 水谷豊   | 水谷豊   | 水谷豊   | 水谷豊   | 水谷豊   | 水谷豊   |          |          |          |          |          |          | 伊藤蘭     | 伊藤蘭     | 伊藤蘭     | 伊藤蘭     | 伊藤蘭     | 伊藤蘭     |        |        |        |        |        |        |  |  |  |  |  |  |  |  |  |  |
|  |  |  |  |  |  |  |  |  |  |  |  |  |  | 水谷豊   | 水谷豊   | 水谷豊   | 水谷豊   | 水谷豊   | 水谷豊   |          |          |          |          |          |          | 伊藤蘭     | 伊藤蘭     | 伊藤蘭     | 伊藤蘭     | 伊藤蘭     | 伊藤蘭     |        |        |        |        |        |        |  |  |  |  |  |  |  |  |  |  |
|  |  |  |  |  |  |  |  |  |  |  |  |  |  |          |          |          |          |          |          |          |          |          |          |          |          |            |            |            |            |            |            |        |        |        |        |        |        |  |  |  |  |  |  |  |  |  |  |
|  |  |  |  |  |  |  |  |  |  |  |  |  |  |          |          |          |          |          |          | 趣里     |          |          |          |          |          |            |            |            |            |            |            |        |        |        |        |        |        |  |  |  |  |  |  |  |  |  |  |

## 松田優作との関係
- 親友であった松田優作とは、互いを「優作ちゃん」、「豊ちゃん」と呼び合い、二人で旅行に行ったり、互いの主演番組にゲスト出演するほどの仲であった。二人の共通の友人である桃井かおりは若かりし頃に、「若い俳優達がたくさん出てきているが、その中でも優作と豊が一番俳優には向いていないと思う。二人には華がないし、短気すぎる。」と言ったことがあった[35]。ちなみに松田は生前、自分よりも水谷の方が短気だと言っていた。
- 娘の趣里の誕生日は松田と同じ9月21日である。
- 2023年7月15日、水谷は「水谷豊自伝」を著した。これは松田の元妻である松田美智子のロングインタビューに答える形でまとめられたものである。

## 人物
- 演じるキャラクターには庶民的な設定が多く、近年は比較的おとなしめの役（『相棒』が顕著）が多いが、『熱中時代』に出演するまでは、『傷だらけの天使』、『青春の殺人者』、『男たちの旅路』などで演じた、棘や影のある青年やチンピラなどの役で出演する事が多かった[注釈 7]。
- 『刑事貴族』や『ハロー!グッバイ』、『探偵事務所』シリーズでは、シュールでスピード感のある破天荒かつ調子のいい二枚目半的な役も演じていた。また、記者役においては地方が舞台などの形が多く、刑事役においては、ロンドン在住経験やイギリス車を重用、さらにはロンドン警視庁での研修勤務経験があることなど、何らかの形でイギリスと関わりのある設定が多い。コーヒー派であるが、『相棒』での演技をきっかけに紅茶を嗜むようにもなった。
- 俳優人生において、初の刑事役は1975年に約半年間に渡り『夜明けの刑事』での山本刑事役。
- 師としている人物の一人である岸田森と同じく、「あの役は地でやっているのですか?」と聞かれることが一番の褒め言葉だという。
- 『熱中時代（教師編）』ではオルガンとギターの演奏、ダンス、水泳、跳び箱による回転着地を披露、『赤い激流』『相棒』ではピアノ演奏も披露するなど、多才を発揮している。
- 中村雅俊とは、40年以来の友人であることを2011年2月20日『ウチくる!?』の「メルくる」のコーナーでVTR出演した時に語った。松田優作を介して、3人で飲むこともよくあったという。水谷が歌手デビューの際、中村に相談したり、ドラマ『外科医 須磨久善』でも共演している。
- 『相棒』では完成した役柄として毎回紅茶を飲んでいるが、ティーポットのお茶を肩の高さから手元のカップに注ぐ優雅な仕草は、実際の撮影ではしばしば飛び散る紅茶による火傷を我慢しているという。また、右京役で紅茶を飲むようになって、紅茶のおいしさに目覚めたと語っている。撮影中に飲んでいるのは、アールグレイやダージリン・ティーが基本で、たまにフレーバーティーを飲んでいる。
- 「10年間住み続けている自宅の中で迷子になるほど」の大変な方向音痴だという[36][37][38]。方向音痴の逸話は他にもカーナビの音声案内が終了した後で道に迷う[36]、4階の楽屋へ行こうとしてエレベーターを3階で降り、フロアは真っ暗な上に部屋には鍵がかかっているのを「何で開いていないんだ!」とわめいていたところを目撃される、転居後 半年たって旧宅に帰りクルマを降りてから表札で気付いた[37]、方向音痴が災いし『相棒』の収録には専用の送迎車がある[37]、など。
- 下戸である。
- 20代の頃にアクションの撮影で右肩を痛め、本人曰く「野球のできない体」になっている[36][38]。香港ロケの際に現地でマッサージを受けたところかえって炎症がひどくなり、日本に帰国後検査を受け「（右肩に）水がたまっていた」ことが判明したこともあった。そのため、今でも精神的にショックを受けると右肩に激痛が走るという[38]。

## エピソード
- とんねるずの2人とは友人であり、石橋貴明は番組内で「礼節をきっちりしないと怒る人」と語っていた。1980年代に共通の友人であるフジテレビの社員を通じての旧友であり、ちなみにはじめての出会いは焼肉屋だったという。キャピトル東急の「ORIGAMI」という店の排骨拉麺は二人の思い出の料理らしく『うたばん』出演の際にお土産に持ってきた[出典無効]。大の伊藤蘭好きの木梨憲武にはじめて出会ったときのことを「憲武の目を見て、こいつはキケンだと思った」と語っている。木梨とは、水谷のセルフカバー・アルバム『TIME CAPSULE』のプロモやコンサートにシークレットゲストとして参加したり（その際に「カリフォルニア・コネクション」を水谷と共に熱唱）、プライベートでもよく会う間柄である。
- プロ野球・読売ジャイアンツファンで特に長嶋茂雄を尊敬している。長嶋と対面した際は使いきりカメラで2ショット写真を撮ったが勿体なくて現像に出さず、10数年間そのまましまっていた。10数年経っていたためフィルムの劣化などで写っていない恐れもあったが『うたばん』（2008年12月11日放送分）で無事に写っていたことが確認された[出典無効][注釈 8]。
- 『熱中時代』（教師編・第1シリーズ）のロケ地であった高畠町立時沢小学校が2010年3月限りで廃校になることを知り、時沢小学校の卒業式の際にビデオレターを寄せてロケ当時の想い出話などを語った。その模様が2010年3月26日放送の『ズームイン!!SUPER』で紹介された[出典無効]。
- 役作りについて、何をやる時もいろんなものが自分の中にあって、どれを色濃くするかが結果的になっている[39]。
- 笑い始めると止まらなくなる部分があるようで、『相棒 -劇場版II- 警視庁占拠! 特命係の一番長い夜』公開前の『お願い!ランキング』とのコラボ番組で監督らとの対談を裏のモニターで見ていて、あまりに褒められ笑いが止まらなくなり、ともに見ていた神戸尊役の及川光博に静かにするよう注意されていた[出典無効]。

## 出演

### テレビ

#### ドラマ

##### NHK総合
- 男たちの旅路シリーズ（1976年 - 1979年） - 杉本陽平 [40]
  - 男たちの旅路・第1部（1976年）
  - 男たちの旅路・第2部（1977年）
  - 男たちの旅路・第3部（1977年）
  - 男たちの旅路・第4部 第1話（1979年）
- うまい話あり（1986年6月14日 - 7月5日、ドラマ人間模様） - 主演・津秋
- 時の王様（1996年7月15日 - 18日、ドラマ新銀河） - 主演・松村清志
- 占有家族（2001年8月27日、月曜ドラマシリーズスペシャル） - 主演・森崎

##### 日本テレビ系
- 炎の青春（1969年、東宝） - 中本勇
- 小さな恋のものがたり第9話（1972年） - 高倉
- 太陽にほえろ!（1972年 - 1974年、東宝）
  - 第1話「マカロニ刑事登場!」（1972年） - マモル
  - 第30話「また若者が死んだ」（1972年） - 次郎
  - 第54話「汚れなき刑事魂」（1973年） - 牧恭一
  - 第109話「俺の血をとれ!」（1974年） - 三郎
- 火曜日の女シリーズ
  - あの子が死んだ朝（1972年）
  - いとこ同士 （1972年、ユニオン映画） - 古坂
- 飛び出せ!青春 第4話「やるぞ見ていろカンニング」（1972年、東宝） - 林雄三
- 水滸伝 （1974年、国際放映）
  - 第23話「策略に散る歌姫の恋」
  - 最終話「野望、砂漠に果つ」 - 徽宗皇帝
- 天下のおやじ（1974年）
- 傷だらけの天使（1974年、東宝） - 乾亨
- ほおずきの唄（1975年）
- 俺たちの勲章（1975年、東宝）
  - 第8話「愛を撃つ」 - 溝口ヒデオ
  - 第15話「孤独な殺し屋」 - 坂田ヒロシ
- 大都会 PARTII 第5話「明日のジョー」 （1977年、石原プロ） - 吉成清
- オレの愛妻物語（1978年7月29日 - 9月30日、【w主演：大竹しのぶ】） - 主演・花輪武
- 熱中時代・教師編シリーズ（1978年 - 1981年、1987年 - 1989年、ユニオン映画） - 主演・北野広大 
  - 熱中時代・教師編（1978年10月6日 - 1979年3月30日）
  - 熱中時代・教師編II（1980年7月5日 - 1981年3月28日）
  - 熱中時代・教師編スペシャル（1987年、1988年、1989年）
- 熱中時代・刑事編（1979年4月7日 - 10月6日、ユニオン映画） - 主演・早野武
- 探偵物語 第5話「夜汽車で来たあいつ」（1979年、東映芸能ビデオ） - 田村一郎
- あんちゃん（1982年10月23日 - 1983年4月23日、ユニオン映画、土曜グランド劇場） - 主演・田野中一徹
- 事件記者チャボ!（1983年11月5日 - 1984年5月5日、ユニオン映画、土曜グランド劇場） - 主演・中山一太
- 気分は名探偵（1984年10月6日 - 1985年3月30日、ユニオン映画、土曜グランド劇場） - 主演・夢野圭介
- ハロー!グッバイ（1989年4月 - 9月、東宝） - 伊達晋作刑事
- 愛のミチコ（1990年3月28日） - 主演
- 火曜サスペンス劇場
  - 浅見光彦ミステリー（計8作）（1987年 - 1990年、近代映画協会[現・オセロット]） - 主演・浅見光彦
  - 朝もやの中に街が消える（1991年、近代映画協会） - 主演
  - 朝比奈周平ミステリーシリーズ（計4作）（1991年 - 1992年、近代映画協会） - 主演・朝比奈周平
  - 地方記者・立花陽介シリーズ（計20作）（1993年 - 2003年、近代映画協会） - 主演・立花陽介
  - 孤独の歌声（1994年3月29日）
  - 平成六年の大不幸（1994年） - 主演
  - 事件記者・三上雄太シリーズ（2004年 - 2005年） - 主演・三上雄太 
    - 事件記者・三上雄太（2004年5月4日）
    - 事件記者・三上雄太2（2005年5月3日）
    - 事件記者・三上雄太3（2005年9月27日）※「火曜サスペンス劇場」の最終回を飾った作品
- 刑事貴族シリーズ（1991年 - 1992年、東宝） - 主演・本城慎太郎刑事
  - 刑事貴族2（1991年4月12日 - 1992年3月20日）
  - 刑事貴族3（1992年4月17日 - 1992年12月25日）
- 勢揃い清水一家 次郎長売り出す（1992年、東映） - 森の石松

##### TBS系
- 顔で笑って（1973年、大映テレビ） - 岩崎明夫
- 夜明けの刑事[41]（1975年、大映テレビ） - 山本宏刑事 （#43 - #67に出演）
- おそば屋ケンちゃん[41]（1975年、国際放映） - 雷先生
- 影同心II（1975年、毎日放送 / 東映） - 留吉
- 東芝日曜劇場
  - バースディ・カード（1977年、北海道放送）
  - トレード（1988年4月）
- 赤い激流（1977年6月3日〜11月25日、大映テレビ、赤いシリーズ5作目） - 田代敏夫
- 土曜ドラマスペシャル
  - パパはパパでも代理パパ（1989年4月22日） - 主演
- 月曜ドラマスペシャル
  - 葬儀料理人シリーズ　死体のお値段（1996年11月6日） - 主演・海老名昌平
  - 演歌・唱太郎の人情事件日誌シリーズ（1996年 - 1997年） - 主演・赤城唱太郎（マネージャー） 
    - 演歌・唱太郎の人情事件日誌（1996年9月2日）
    - 演歌・唱太郎の人情事件日誌2（1997年1月20日）
    - 演歌・唱太郎の人情事件日誌3（1997年7月21日）
- 月曜ミステリー劇場
  - パートタイム裁判官（2005年1月31日） - 主演・成田望 
    - パートタイム裁判官2（2007年5月15日）
- 月曜ゴールデン
  - 探偵 左文字進シリーズ（計16作）（1999年 - 2013年、月曜ドラマスペシャル→月曜ミステリー劇場→月曜ゴールデン）- 主演・左文字進
- 居酒屋もへじ（2011年9月25日） - 主演・米本平次 
  - 居酒屋もへじ2〜あなたとわたし〜（2013年8月5日）
  - 居酒屋もへじ3〜嵐の恋〜（2014年8月4日）
  - 居酒屋もへじ4〜恋という字〜（2015年6月8日）
  - 居酒屋もへじ5〜母という字〜（2016年6月27日）
  - 居酒屋もへじ6〜ありがとう 父ちゃん〜（2017年8月28日）

##### フジテレビ系
- マグマ大使 第9話（1967年、ピープロ） ※ゲスト出演
- バンパイヤ（1968年、虫プロ商事） - 主演・トッペイ
- 泣くな青春（1972年、東宝） - 守屋親造
- 肝っ玉捕物帖（1973年）
- 銭形平次（1973年 - 1974年、東映）
  - 第366話「罠にはまった道行」（1973年） - 勘次
  - 第412話「お父っあんの十手」（1974年） - 伊之吉
  - 第454話「地獄河岸」（1975年） - 巳之吉
- 剣客商売 第20話「男まさり」（1973年、東宝 / 俳優座） - 常吉（掏摸・牛若小僧）
- みちくさ（1974年）
- 太陽ともぐら（1975年）
- 潜在光景（1988年9月、関西テレビ / 松竹 / 『霧』企画、松本清張サスペンス）
- 彼らのいちばん危険な夜（1988年12月、REVERSE、男と女のミステリー）
- 遮断機の下りる時（1989年4月17日、関西テレビ / ユニオン映画、乱歩賞作家サスペンス） - 主演・長束賢[42]
- サスペンス明日の13章「衝動殺人・赤いランドセル」（1993年5月31日、関西テレビ / アスプロデュース） - 桂木信之
- 金曜エンタテイメント
  - おんせんデカ 修善寺温泉駐在日記（1999年11月） - 主演・和泉温夫
  - 介護ヘルパー殺人事件簿（2001年） - 主演・諸井平太郎
  - しあわせギフトお届け人 - 主演・青野大洋 
    - しあわせギフトお届け人 青野大洋 おどる事件帖（2003年7月25日）
    - しあわせギフトお届け人2 青野大洋 杜の都の事件帖（2004年7月23日）
- 金曜プレステージ
  - 潮風の診療所〜岬のドクター奮戦記〜（2007年6月22日、東映） - 主演・道下俊一
- 誰かが嘘をついている（2009年10月6日） - 主演・佐藤敏昭
- 日本のヴァイオリン王〜名古屋が生んだ世界のマエストロ 鈴木政吉物語〜（2016年2月14日、東海テレビ） - ナレーション

##### テレビ朝日系
- 見知らぬ橋（1973年、NET） - 魚住幸夫
- 荒野の用心棒 第39話「荒野の果てに陽はまた昇り…」（1973年、NET / 三船プロ） - 関根文吾
- ベルサイユのトラック姐ちゃん 第1話「ベルトラ姐ちゃん一番手柄」（1976年、NET / 東映） - 椿蜂郎
- 土曜ワイド劇場
  - ビキニライン殺人事件（1988年、大映テレビ） - 谷昭市
  - 探偵事務所シリーズ（計5作）（1994年 - 1999年、東映） - 主演・室生一喜
  - 聖夜の逃亡者（1995年12月24日） - 岩野辰雄
  - 行きずりの街（2000年9月23日） - 主演・波多野和郎
  - 神父・草場一平の推理（2004年6月5日） - 主演・草場一平 
    - 神父草場一平の推理II（2005年8月27日）

  - 法律事務所シリーズ（2006年 - 2009年、東映） - 主演・礼門晃（第2作-）
    - 法律事務所　自白の風景（2006年8月12日） - 主演・牧宏
    - 法律事務所　十字架型に重なる二つの死体〜乗馬クラブ殺人事件!（2008年4月12日）
    - 法律事務所　芦ノ湖畔高級別荘地連続殺人!（2009年4月4日）
- ザ・刑事（1990年4月15日 - 9月30日、東宝） - 主演・矢島慎吾刑事
- 湘南女子寮物語（1993年7月5日 - 9月20日、月曜ドラマ・イン） - 主演・吉野彰一
- 愛と死の決断！　ハンガリア舞曲をもう一度（1994年、戦後50年特別企画） - 主演
- 流れ板七人（1997年1月16日 - 3月20日、東映） - 主演・梨堂竜二
- 相棒 - 主演・杉下右京 [43]
  - pre season（2000年6月3日、2001年1月27日・11月10日）
  - season1（2002年10月9日 - 12月25日）
  - season2（2003年10月8日 - 2004年3月17日）
  - season3（2004年10月13日 - 2005年3月23日）
  - season4（2005年10月12日 - 2006年3月15日）
  - season5（2006年10月11日 - 2007年3月14日）
  - season6（2007年10月24日 - 2008年3月19日）
  - season7（2008年10月22日 - 2009年3月18日）
  - season8（2009年10月14日 - 2010年3月10日）
  - season9（2010年10月20日 - 2011年3月9日）
  - season10（2011年10月19日 - 2012年3月21日）
  - season11（2012年10月10日 - 2013年3月20日）
  - season12（2013年10月16日 - 2014年3月19日）
  - season13（2014年10月15日 - 2015年3月18日）
  - season14（2015年10月14日 - 2016年3月16日）
  - season15（2016年10月12日 - 2017年3月22日）
  - season16（2017年10月18日 - 2018年3月14日）
  - season17（2018年10月17日 - 2019年3月20日）
  - season18（2019年10月9日 - 2020年3月18日）
  - season19（2020年10月14日 - 2021年3月17日）
  - season20（2021年10月13日 - 2022年3月23日）
  - season21（2022年10月12日 - 2023年3月15日）
  - season22（2023年10月18日 - 2024年3月13日）[44][45]
  - season23（2024年10月16日 - 2025年3月12日）[46]
- だましゑ歌麿（2009年9月12日） - 主演・喜多川歌麿 ※17年ぶりの時代劇出演[20]
  - だましゑ歌麿II（2012年9月15日）
  - だましゑ歌麿III（2013年7月27日）
  - だましゑ歌麿IV（2014年9月6日）
- 外科医 須磨久善（2010年9月5日） - 主演・須磨久善
- 無用庵隠居修行 ‐ 主演・日向半兵衛
  - 第一弾（2017年）
  - 第二弾（2018年）
  - 第三弾（2019年）
  - 第四弾（2020年）
  - 第五弾（2021年）
  - 第六弾（2022年）
  - 第七弾（2023年）[47]
  - 第九弾（2025年放送予定）[48]

##### テレビ東京系
- 高校教師 第12話「裸の愛を受けとめて」（1974年、12ch / 東宝） - 早坂
- 女と愛とミステリー
  - 警察医・花井吾朗の殺人カルテ　神戸〜江戸川殺人水路（2002年2月17日、テレビ東京・BSジャパン〈現：BSテレ東〉共同制作） - 主演・花井吾朗

#### スペシャル
- 豊さんと憲武ちゃん!旅する相棒（テレビ朝日系）
  - 伊豆ドライブ編（2015年4月18日）
  - 1泊2日京都編（2015年10月10日）
  - 初夏の金沢編（2017年6月10日）
  - キャンピングカーでいく!鎌倉・葉山編（2018年10月6日）
  - 思い出の神戸編（2019年5月4日）
  - 城下町・松本編（2022年5月28日）

### 映画（出演）
- 青春の海（1967年1月3日、日活） - 中学生アガワヨシユキ
- バツグン女子高生（東宝）
  - バツグン女子高生 16才は感じちゃう（1970年8月14日） - 立川
  - バツグン女子高生 そっとしといて16才（1970年11月14日） - 部員A
- その人は女教師（1970年8月29日、東宝） - 田口登
- 新・高校生ブルース（1970年12月25日、ダイニチ映配） - 岡田正樹
- ひとつぶの涙（1973年11月3日、松竹） - 岩井稔
- 鬼輪番（1974年2月9日、東宝）
- 想い出のかたすみに（1975年4月26日、松竹） - 坂本
- 東京湾炎上（1975年7月12日、東宝） - ムンク 役[49]
- 青春の殺人者（1976年10月23日、ATG） - 斉木順
- 太陽を盗んだ男（1979年10月6日、東宝） - 佐藤敏昭
- 幸福（1981年10月10日、東宝） - 主演・村上刑事
- 逃がれの街（1983年10月15日、東宝） - 水井幸二
- 甦る優作「探偵物語」特別篇 夜汽車で来たあいつ（1998年2月14日、東映） - 田村一郎[注釈 9]
- 相棒（東映） - 杉下右京 
  - 相棒 -劇場版- 絶体絶命! 42.195km 東京ビッグシティマラソン（2008年5月1日）
  - 相棒シリーズ 鑑識・米沢守の事件簿（2009年3月28日）
  - 相棒 -劇場版II- 警視庁占拠! 特命係の一番長い夜（2010年12月23日）
  - 相棒シリーズ X DAY（2013年3月23日）
  - 相棒 -劇場版III- 巨大密室! 特命係 絶海の孤島へ（2014年4月26日）
  - 相棒 -劇場版IV- 首都クライシス 人質は50万人! 特命係 最後の決断（2017年2月11日）
- 矢島美容室 THE MOVIE 〜夢をつかまネバダ〜（2010年4月29日、松竹） - ソフトボール審判
- HOME 愛しの座敷わらし（2012年4月28日、東映） - 主演・高橋晃一
- 少年H（2013年8月10日、東宝） - 主演・妹尾盛夫
- 王妃の館（2015年4月25日、東映） - 主演・北白川右京
- TAP THE LAST SHOW（2017年6月17日、東映） - 主演・渡真二郎 [注釈 10]
- 轢き逃げ 最高の最悪な日（2019年5月10日、東映） - 時山光央
- 太陽とボレロ（2022年6月3日、東映） - 藤堂謙

### 配信ドラマ
- 相棒 -劇場版III- 序章（2014年3月29日 - 4月19日、dビデオ） - 杉下右京
- 相棒 sideA /sideB（2024年3月20日、TELASA） - 杉下右京[51]
- 相棒 sideX（2024年10月16日、TELASA） - 杉下右京[52]

### ラジオ
- FMシアター ラジオドラマ「ノース・ウィンド」（1998年9月19日、NHK-FM） - 主演・斎藤マサハル 役
- くにまるワイド ごぜんさま〜「邦流」（2008年4月21日 - 4月25日、文化放送）
- 高田文夫のラジオビバリー昼ズ（2008年5月、6月9日、2012年4月16日、ニッポン放送）
- テリーとたい平のってけラジオ2時のゲスト（2008年5月14日、ニッポン放送）
- 水谷豊のオールナイトニッポンGOLD（2015年2月20日、ニッポン放送） - 初の冠番組。直前の「今夜もオトパラ!」にも飛び入りで出演した（六角精児が出演している）。相棒（アシスタント）は垣花正アナウンサー。ゲストは岸部一徳。
- たまむすび（2017年5月26日、TBSラジオ）「その筋の話」 - 岸部一徳と共にゲスト出演[53]
- 伊藤蘭 RAN To You（2022年10月19日、ニッポン放送） - 『伊藤蘭 RAN To Youスペシャル』に木梨憲武と共にゲスト出演[54]

### CM
- S&B（エスビー食品）
  - レーンボーカレー（1976年） - 全国各地の大型スーパーをキャンペーンで回った。
  - スナックチップ
  - スナックトースト
  - 5/8チップ - 「アラン・ドロンかなぁー」のセリフで有名。
- シチズン時計腕時計「コスモトロン」－大瀧詠一がCMソングを担当。曲名は「ムーチュ」として『NIAGARA CM SPECIAL Vol.1』に収録（原曲は『NIAGARA MOON』収録の「いつも夢中」）。その裏ジャケット写真に三ツ矢サイダーなど彼がCMソングを担当した商品やそのポスターと共に大瀧が写っているが、そのポスターの一枚にこの「コスモトロン」のポスターが写っている。
- ダイドーブレンドコーヒー
- 旭化成酒類事業部（現在はアサヒビールへ移管）ハイリキチューハイ（1993年） - 「刑事貴族3」終了直後の時期とあって、作中でのセリフ「あ〜お恥ずかしったらありゃしない」や「みっともないったらありゃしない」を基にした「やめられないったらありゃしない」のフレーズが使われた。妻伊藤蘭は、姉妹品の「ハイリキ・Light&Mild」のCMに出演していた。
- カネボウ化粧品（1999年） - 伊藤蘭と夫婦として共演。
- 大正製薬「リアップX5」（2012年 - ）

### 舞台
- ドン・ジュアン（1966年9月 - 10月、読売ホール、他全国巡演・劇団雲に客演） - ラ・ヴィオレット 役
- 帰ってきたマイ・ブラザー（2023年4月1日 - 6月30日、世田谷パブリックシアター、ほか名古屋・大阪・福岡・西宮・新潟・札幌・仙台・京都公演）

### 音声ガイド
- 横浜美術館「プーシキン美術館展 フランス絵画300年」（2013年）

### ゲーム
- 相棒DS（2009年3月5日、テクモ） - 杉下右京 役[55]

### テレビアニメ
- ドラえもん（2018年11月9日、第2期、テレビ朝日） - 杉下右京 役[56]

## 監督作品

### 映画（作品）
- TAP THE LAST SHOW（2017年6月17日、東映） - 監督・主演を兼ねる[25]
- 轢き逃げ 最高の最悪な日（2019年5月10日、東映） - 監督・脚本
- 太陽とボレロ（2022年6月3日、東映）ｰ 監督・脚本[注釈 11][57][58]

## ディスコグラフィ

### シングル
| 発売日                           | 規格                   | 規格品番               | 面                            | タイトル                             | 作詞                   | 作曲                   | 編曲                   | 備考                                                                                 |
| フォーライフ・レコード           | フォーライフ・レコード | フォーライフ・レコード | フォーライフ・レコード        | フォーライフ・レコード               | フォーライフ・レコード | フォーライフ・レコード | フォーライフ・レコード | フォーライフ・レコード                                                               |
| -------------------------------- | ---------------------- | ---------------------- | ----------------------------- | ------------------------------------ | ---------------------- | ---------------------- | ---------------------- | ------------------------------------------------------------------------------------ |
| 1977年7月10日                    | EP                     | FLS-1001               | A                             | はーばーらいと                       | 松本隆                 | 井上陽水               | 佐藤準                 |                                                                                      |
| 1977年7月10日                    | EP                     | FLS-1001               | B                             | 夏のめまい                           | 白石ありす             | 井上陽水               | 佐藤準                 |                                                                                      |
| 1977年11月25日                   | EP                     | FLS-1013               | A                             | やりなおそうよ                       | 阿木燿子               | 宇崎竜童               | 石川鷹彦               |                                                                                      |
| 1977年11月25日                   | EP                     | FLS-1013               | B                             | ミッド・ナイト・ムービー（深夜劇場） | 阿木燿子               | 宇崎竜童               | 石川鷹彦               |                                                                                      |
| 1978年3月25日                    | EP                     | FLS-1023               | A                             | 表参道軟派ストリート                 | 阿木燿子               | 宇崎竜童               | 鈴木茂                 |                                                                                      |
| 1978年3月25日                    | EP                     | FLS-1023               | B                             | 小道具                               | 阿木燿子               | 宇崎竜童               | 鈴木茂                 |                                                                                      |
| 1978年7月25日                    | EP                     | FLS-1028               | A                             | 故郷フィーリング                     | 阿木燿子               | 宇崎竜童               | 鈴木茂                 | 日本テレビ系グランド劇場『オレの愛妻物語』主題歌。                                   |
| 1978年7月25日                    | EP                     | FLS-1028               | B                             | 我楽多マップ                         | 阿木燿子               | 宇崎竜童               | 鈴木茂                 |                                                                                      |
| 1979年4月21日                    | EP                     | FLS-1044               | A                             | カリフォルニア・コネクション         | 阿木燿子               | 平尾昌晃               | 鈴木茂                 | 日本テレビ系テレビドラマ『熱中時代・刑事編』主題歌。65万枚を超すセールスを記録。     |
| 1979年4月21日                    | EP                     | FLS-1044               | B                             | 僕らの時代                           | 阿木燿子               | 平尾昌晃               | 鈴木茂                 |                                                                                      |
| 1980年3月21日                    | EP                     | FLS-1069               | A                             | あす陽炎                             | 阿木燿子               | 伊勢正三               | 石川鷹彦               |                                                                                      |
| 1980年3月21日                    | EP                     | FLS-1069               | B                             | 旅ごころ                             | 阿木燿子               | 宇崎竜童               | 石川鷹彦               |                                                                                      |
| 1980年7月21日                    | EP                     | FLS-1076               | A                             | やさしさ紙芝居                       | 松本隆                 | 平尾昌晃               | 石川鷹彦               | 日本テレビ系テレビドラマ『熱中時代（教師編II）』主題歌。                             |
| 1980年7月21日                    | EP                     | FLS-1076               | B                             | 青空のバラード                       | 松本隆                 | 平尾昌晃               | 石川鷹彦               |                                                                                      |
| 1980年11月21日                   | EP                     | 7K-10                  | A                             | はあとふる                           | 松本隆                 | 平尾昌晃               | 石川鷹彦               | 日本テレビ系テレビドラマ『熱中時代（教師編II）』挿入歌。                             |
| 1980年11月21日                   | EP                     | 7K-10                  | B                             | ロックンロール・ティーチャー         | 松本隆                 | 平尾昌晃               | 石川鷹彦               | 歌：松木里江。                                                                       |
| 1981年4月21日                    | EP                     | 7K-20                  | A                             | 真夜中のスウィング                   | 松本隆                 | 山梨鐐平               | 石川鷹彦               |                                                                                      |
| 1981年4月21日                    | EP                     | 7K-20                  | B                             | American Line                        | 松本隆                 | 井上陽水               | 石川鷹彦               |                                                                                      |
| 1981年7月5日                     | EP                     | 7K-27                  | A                             | BARA BARA                            | 松本隆                 | 柴野繁幸               | 石川鷹彦               |                                                                                      |
| 1981年7月5日                     | EP                     | 7K-27                  | B                             | WAY                                  | 松本隆                 | 水谷晴夫               | 石川鷹彦               |                                                                                      |
| 1981年11月5日                    | EP                     | 7K-43                  | A                             | レモンティーで乾杯                   | 松本隆                 | 松宮恭子               | 石川鷹彦               |                                                                                      |
| 1981年11月5日                    | EP                     | 7K-43                  | B                             | 銀のピアスは似合わない               | 松本隆                 | 松宮恭子               | 石川鷹彦               |                                                                                      |
| 1982年9月21日                    | EP                     | 7K-73                  | A                             | 普通のラブソング                     | 松本隆                 | 筒美京平               | 石川鷹彦               | 日本テレビ系テレビドラマ『あんちゃん』主題歌。                                       |
| 1982年9月21日                    | EP                     | 7K-73                  | B                             | さすらい人のバラード                 | 松本隆                 | 筒美京平               | 石川鷹彦               |                                                                                      |
| 1983年9月21日                    | EP                     | 7K-128                 | A                             | 何んて優しい時代                     | 水谷豊                 | 水谷豊                 | 瀬尾一三               | 日本テレビ系テレビドラマ『事件記者チャボ!』主題歌。                                  |
| 1983年9月21日                    | EP                     | 7K-128                 | B                             | Silent Night（Single mix ver.）      | 福島邦子               | 福島邦子               | 瀬尾一三               |                                                                                      |
| 1984年11月21日                   | EP                     | 7K-164                 | A                             | 人魚の誘惑                           | 伊勢正三・井上毅       | 伊勢正三               | 石川鷹彦               | 日本テレビ系テレビドラマ『気分は名探偵』主題歌。                                     |
| 1984年11月21日                   | EP                     | 7K-164                 | B                             | Stranger                             | 伊達歩                 | 和泉常寛               | 大谷和夫               |                                                                                      |
| 1986年6月5日                     | EP                     | 7K-227                 | A                             | 笑うなよ                             | 秋元康                 | 山梨鐐平               | 瀬尾一三               |                                                                                      |
| 1986年6月5日                     | EP                     | 7K-227                 | B                             | BALLADE                              | 庄司明弘               | 谷口雅洋               | 瀬尾一三               |                                                                                      |
| 1988年11月21日                   | EP                     | 7K-321                 | A                             | 愛してると言ってくれ                 | 庄司明弘               | 斎藤誠                 | 杉山卓夫               |                                                                                      |
| 1988年11月21日                   | EP                     | 7K-321                 | B                             | 朝のテーブル                         | 庄司明弘               | 石川Kanji              | 杉山卓夫               |                                                                                      |
| キングレコード                   |                        |                        |                               |                                      |                        |                        |                        |                                                                                      |
| 1999年10月8日                    | 8cmCD                  | KIDX-482               | 1                             | エンジェルSTREET                     | 湯川れい子             | 平尾昌晃               | 伊豆のりお             | TBS系テレビ月曜ドラマスペシャル西村京太郎サスペンス『探偵 左文字進シリーズ』主題歌。 |
| 1999年10月8日                    | 8cmCD                  | KIDX-482               | 2                             | どんな時も                           |                        |                        |                        |                                                                                      |
| avex                             |                        |                        |                               |                                      |                        |                        |                        |                                                                                      |
| 2009年5月6日                     | CD                     | IOCD-20283             | 1                             | 大丈夫だよ                           | 松尾潔                 | 佐藤準                 | 佐藤準                 |                                                                                      |
| 2009年5月6日                     | CD                     | IOCD-20283             | 2                             | シルエット                           | 水谷豊                 | 水谷豊                 | 佐藤準                 |                                                                                      |
| トライサム・公式ショップ限定商品 |                        |                        |                               |                                      |                        |                        |                        |                                                                                      |
| 2016年6月30日                    | 2016年6月30日          |                        | 1                             | ありがとう                           | 木本慶子               | 佐藤準                 | 佐藤準                 |                                                                                      |
| 2016年6月30日                    | 2016年6月30日          | 2                      | こころ                        | 水谷晴夫                             | 水谷晴夫               |                        | 佐藤準                 |                                                                                      |
| 2016年6月30日                    | 2016年6月30日          | 3                      | 名前で呼ぼう                  | 阿木燿子                             | 宇崎竜童               |                        | 佐藤準                 |                                                                                      |
| 2016年6月30日                    | 2016年6月30日          | 4                      | 俺達のマドンナ feat. 宇崎竜童 | 阿木燿子                             | 宇崎竜童               |                        | 佐藤準                 |                                                                                      |

### アルバム

#### オリジナル・アルバム
1. 水谷豊（1977年8月25日）
2. 青春番外地（1978年4月10日）
3. WAY（1980年6月5日）
4. Indigo Blue（1981年11月21日）
5. 普通のラブ・ソング（1982年10月21日）
6. LUCKY（1983年11月21日）
7. SIMPLE MAN（1986年7月5日）
8. TIME CAPSULE（2008年5月14日） セルフカバー・アルバム
9. TIME TRAVELER（2009年6月17日） セルフカバー・アルバム
10. 人生ロマン派 水谷豊×宇崎竜童（2010年7月14日） コンセプト・アルバム

#### ベスト・アルバム
1. ベリー・ベスト・オブ・水谷豊（1978年10月21日）
2. 水谷豊 ザ・ベスト（1979年11月5日）
3. 水谷豊BEST20（1980年9月25日）
4. 水谷豊 全曲集（1983年1月21日）
5. ザ・水谷豊（1986年12月5日）
6. ベスト・コレクション（1992年9月18日）
7. ザ・水谷豊。｛ルビーの指環・川の流れのように・ダンシングヒーロー99・マイレボリューション・年下の男の子・カリフォルニアコネクション・ダイアリー89｝
8. GOLDEN☆BEST 水谷豊（2004年10月20日）
9. 水谷豊BOX （2009年5月27日）水谷がフォーライフ・レコードに所属していた時期の楽曲を全て収録。

#### カバー・アルバム
1. 時の旅人 2015（2015年3月4日）

### DVD
1. SPECIAL EDITION（2008年12月24日）
2. YUTAKA MIZUTANI LIVE TIME CAPSULE（2009年10月21日）

### コンサートツアー
- Unlimited Night Concert　1986
- 水谷豊コンサート TIME CAPSULE ツアー　2009
- 水谷 豊×宇崎竜童 〜男と男の誰にも言えない、ここだけの ラ・イ・ブ〜 　2011
- 水谷豊コンサートツアー2015～豊かな仲間とカバーな夜～　2015
- 水谷豊 × 宇崎竜童～男と男の誰にも言えない、ここだけのラ・イ・ブ～　vol.2　2016

## 受賞歴
- 1977年：第50回キネマ旬報ベスト・テン 主演男優賞
- 1981年：第5回日本アカデミー賞 優秀主演男優賞
- 2008年：第32回日本アカデミー賞 優秀主演男優賞 辞退
- 2008年：第16回橋田賞[59]
- 2008年：第50回日本レコード大賞 企画賞
- 2008年：第37回ベストドレッサー賞 特別賞[60]
- 2011年：第68回ザテレビジョンドラマアカデミー賞 主演男優賞[61]
- 2011年：第24回日本メガネベストドレッサー賞芸能界部門[23]
- 2012年：第20回橋田賞[62]
- 2013年：第30回浅草芸能大賞[63]